# Cédula de um dólar dos Estados Unidos
A cédula de um dólar dos Estados Unidos (1 USD), por vezes designada por “single”, tem sido a denominação de valor mais baixo do papel-moeda dos Estados Unidos desde a descontinuação das notas de moeda fracionada em 1876. Uma imagem do primeiro presidente dos Estados Unidos (1789-1797), George Washington, baseada no Athenaeum Portrait, uma pintura de Gilbert Stuart de 1796, figura atualmente no anverso e o Grande Selo dos Estados Unidos figura no verso. A nota de um dólar tem o desenho geral mais antigo de todas as moedas americanas atualmente produzidas (o desenho do anverso da atual nota de dois dólares data de 1928, enquanto o verso surgiu em 1976). O desenho do verso do dólar atual foi lançado em 1935 e o do anverso em 1963, quando foi emitido pela primeira vez como nota da Reserva Federal (anteriormente, as notas de um dólar eram Certificados de Prata).
Uma nota de dólar é composta por 25% de linho e 75% de algodão. Essa mistura torna as notas mais difíceis de falsificar em comparação com o papel (além de aumentar sua durabilidade). Em 31 de dezembro de 2018, a vida média de uma nota de dólar em circulação é de 6,6 anos antes de ser substituída devido ao desgaste. Aproximadamente 42% de toda a moeda dos Estados Unidos produzida em 2009 eram notas de um dólar. Em 31 de dezembro de 2019, havia 12,7 bilhões de notas de um dólar em circulação em todo o mundo.

### Notas de grandes dimensões

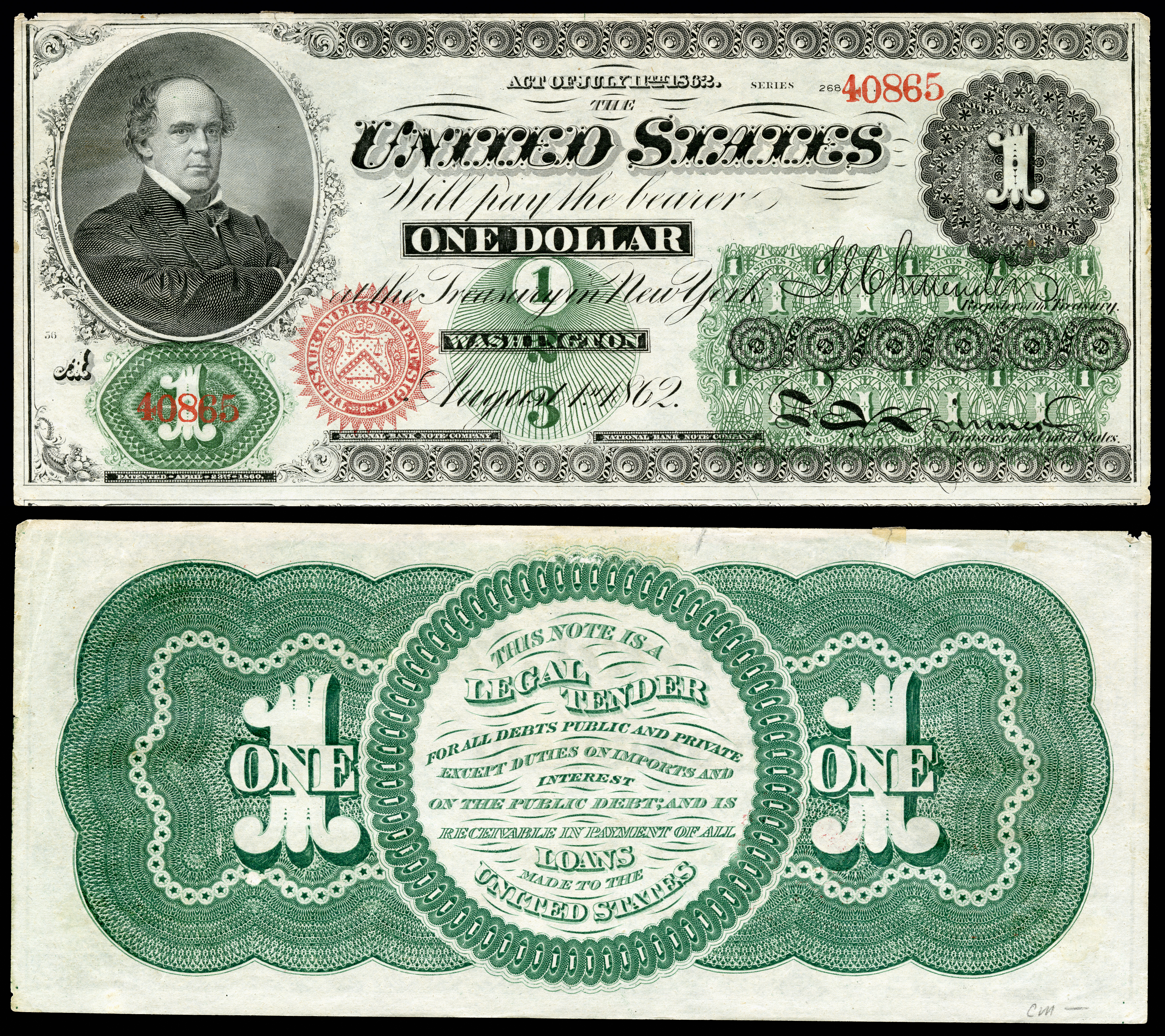
Primeira variante da nota de 1 dólar emitida em 1862 como nota de curso legal
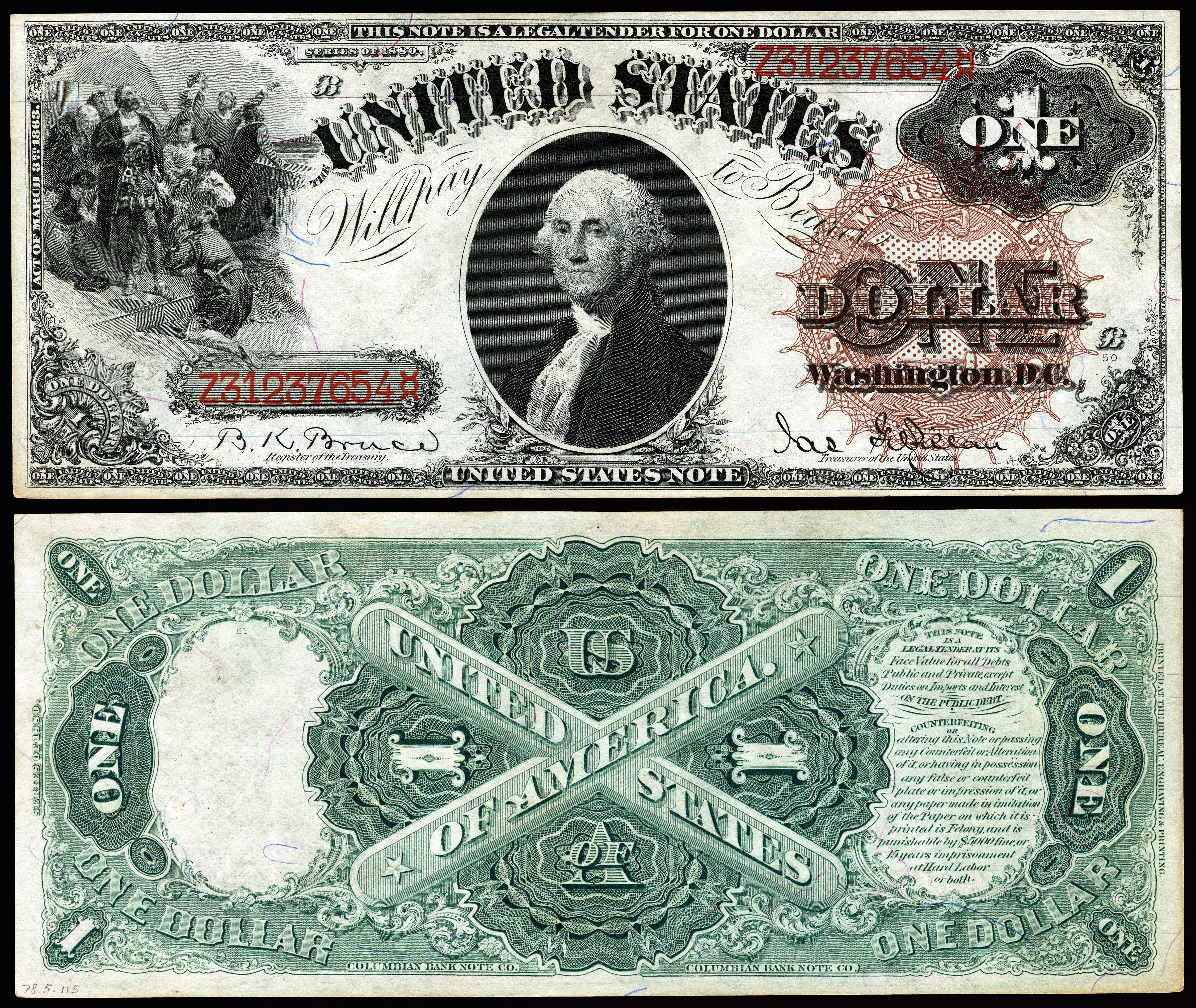
Série de 1880 de notas de 1 dólar com curso legal
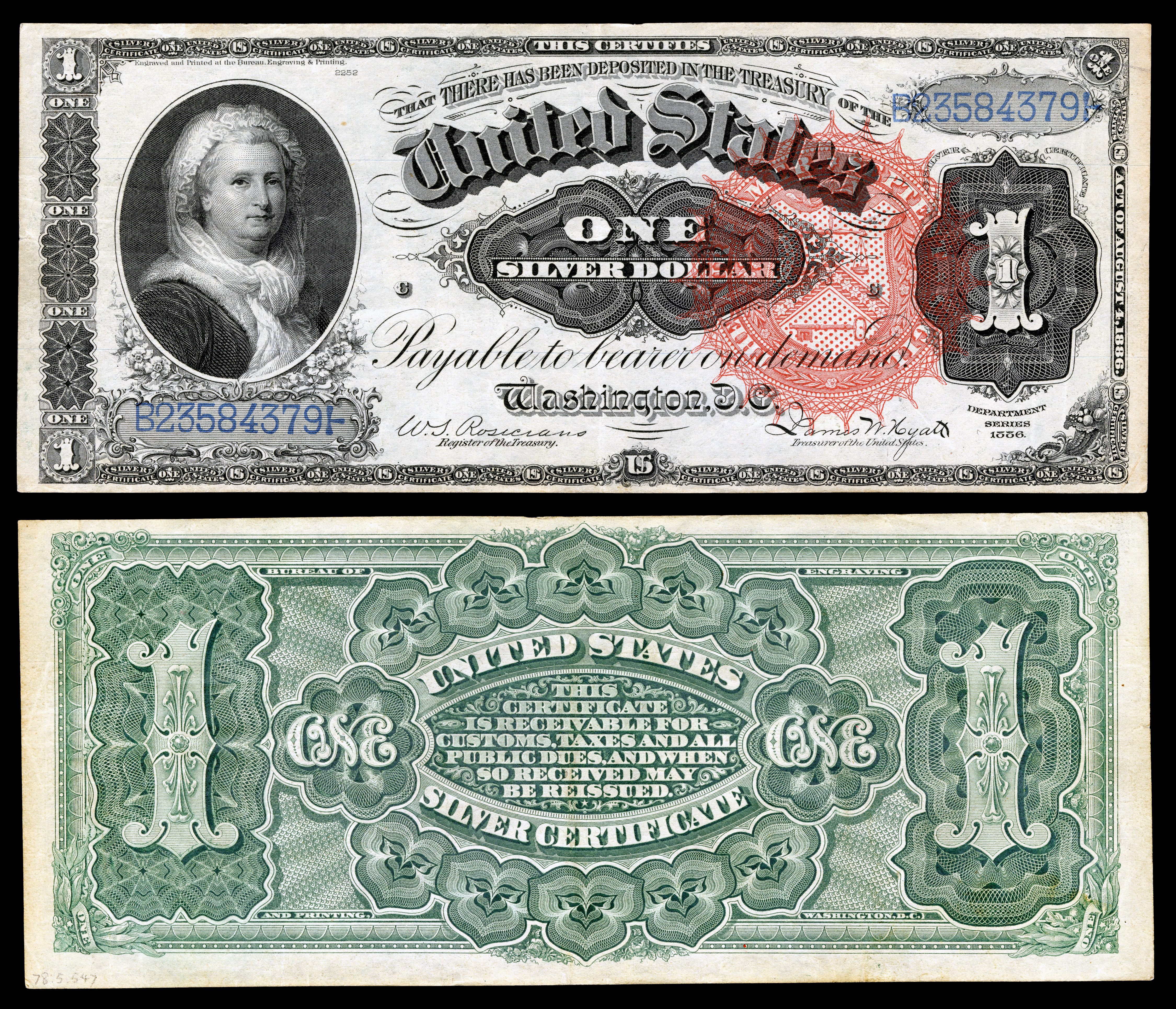
Série de certificados de prata de US$1 de 1886 com Martha Washington
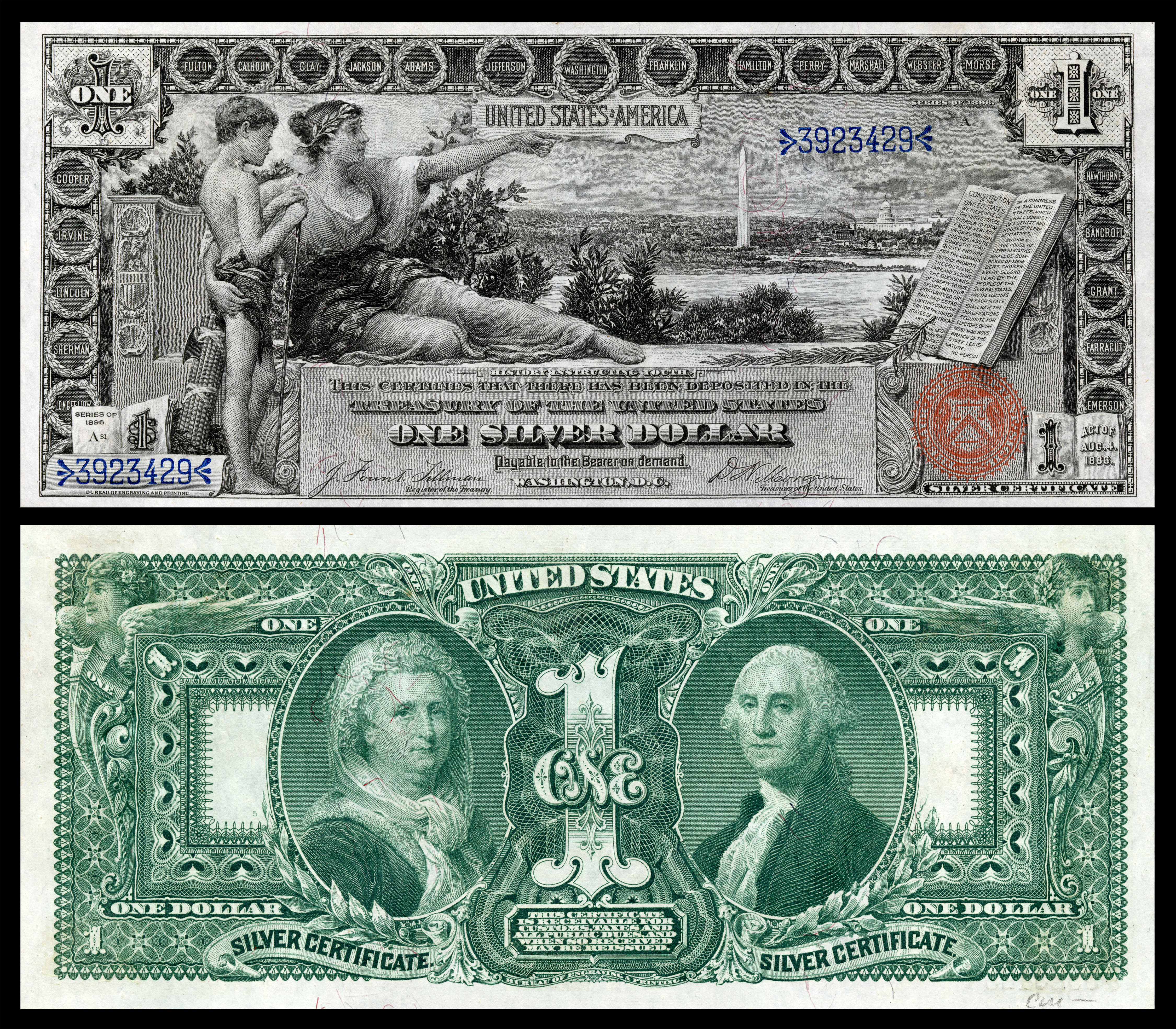
Famoso certificado de prata de US$1 da “Série Educacional” de 1896

### Notas de pequeno valor

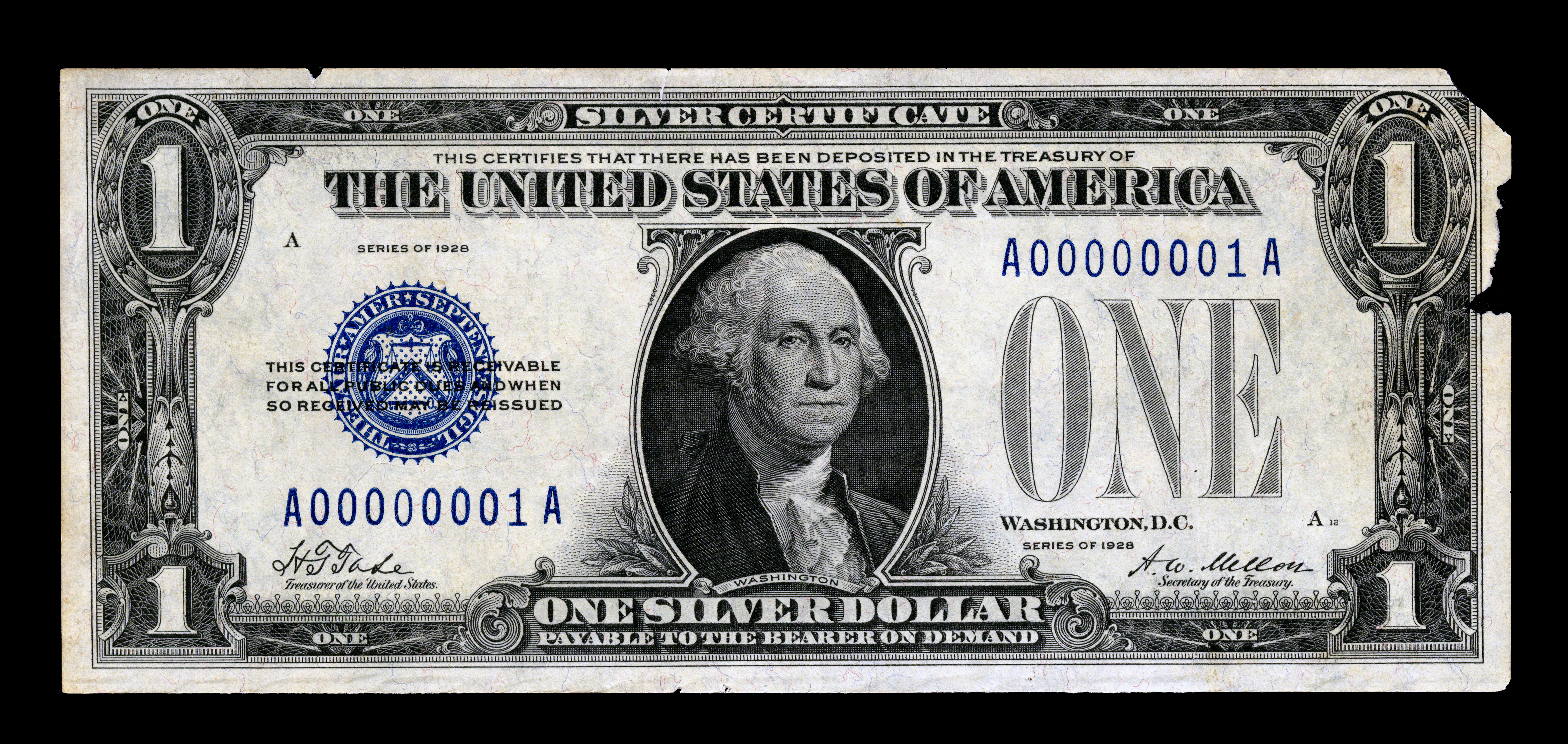
O primeiro Certificado de Prata de US$1 de tamanho pequeno
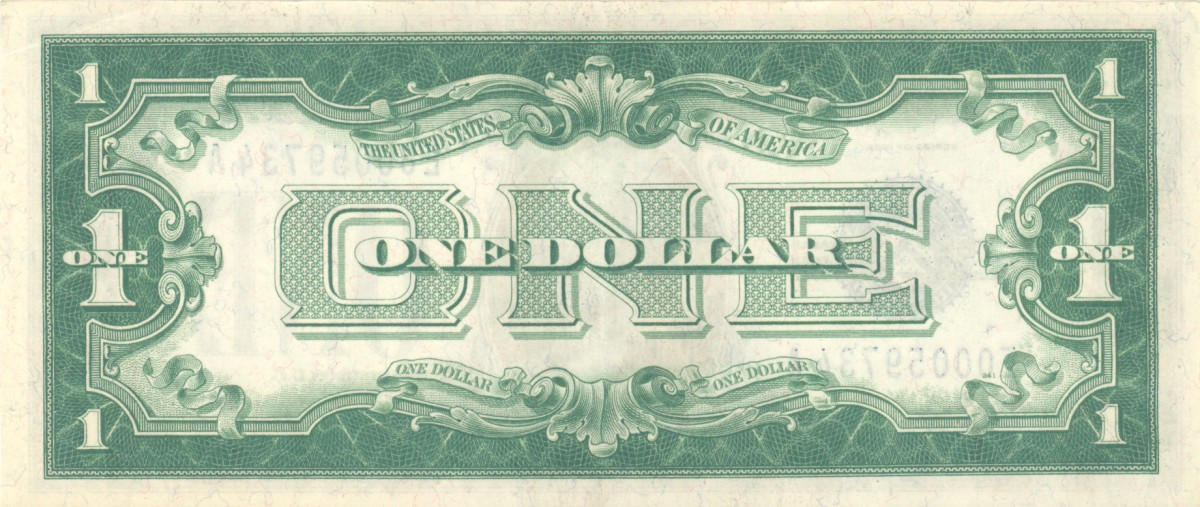
Anverso de uma nota de US$ 100 da Série 2006A.
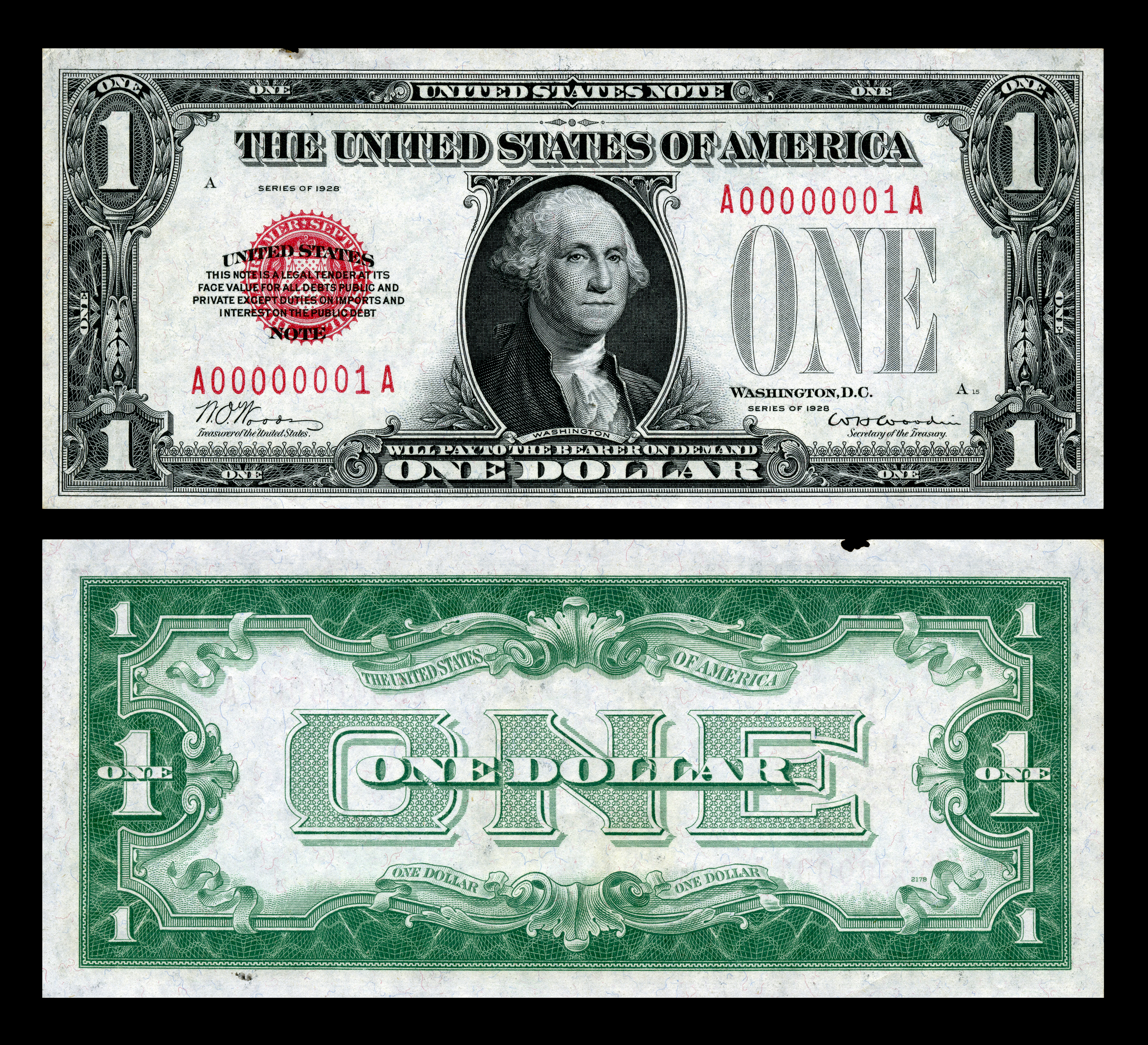
A primeira nota de 1 dólar dos Estados Unidos impressa em tamanho pequeno
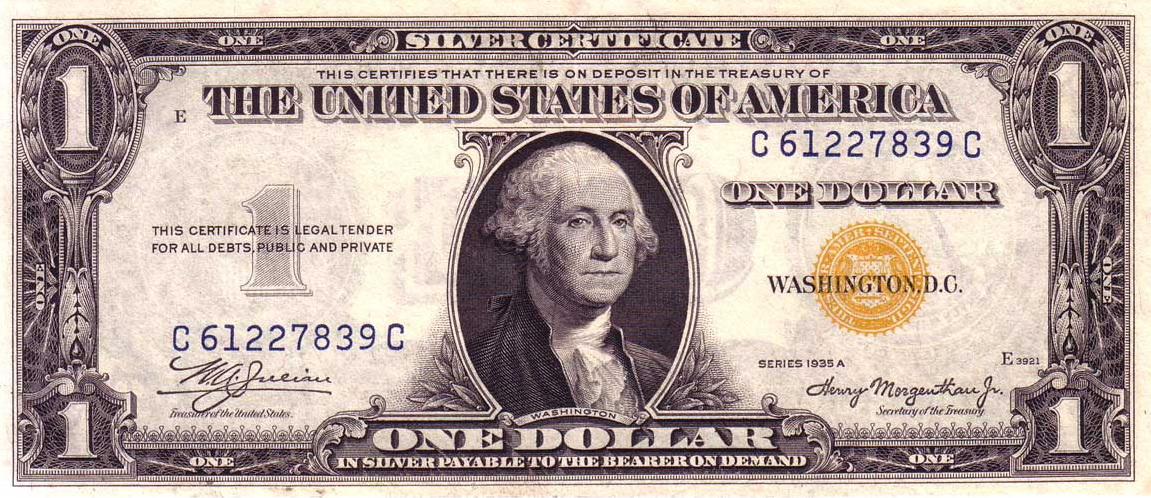
Emissão especial de um certificado de prata de 1 dólar para as tropas aliadas no Norte de África

## História